# 葡萄牙社会主义行动
葡萄牙社会主义行动（葡萄牙語：Acção Socialista Portuguesa，缩写为ASP）是葡萄牙历史上的一个社会主义组织，由马里奥·苏亚雷斯、曼努埃尔·蒂托·德莫赖斯和弗朗西斯科·拉莫斯·达·科斯塔于1964年11月在瑞士日内瓦建立。
由于当时葡萄牙“新国家”独裁政权的压制，该组织只能在地下和“新国家”独裁政权允许的有限合法范围内开展活动。
该组织于1967年5月开始出版刊物《社会主义葡萄牙》，并与各国众多政党和组织建立联系，最终于1972年成为社会党国际正式成员。
1973年4月19日，该组织在西德巴特明斯特艾费尔召开代表大会，决定改组为社会党。